# Dorothy Bellew
Dorothy Bellew (nascida em 1891) foi uma atriz britânica. Ela atuou em cerca de sessenta filmes durante a era do cinema mudo, incluindo o papel-título de Lorna Doone (1912).